# Leichtathletik-Halleneuropameisterschaften 2021/Teilnehmer (Norwegen)
| Gelbes Symbol für Goldmedaillen mit stilisierten Olympischen Ringen | Graues Symbol für Silbermedaillen mit stilisierten Olympischen Ringen | Braundes Symbol für Bronzemedaillen mit stilisierten Olympischen Ringen |
| ------------------------------------------------------------------- | --------------------------------------------------------------------- | ----------------------------------------------------------------------- |
| 2                                                                   | —                                                                     | —                                                                       |

Aus Norwegen starteten eine Athletinnen und elf Athleten bei den Leichtathletik-Halleneuropameisterschaften 2021 in Toruń, die zwei Goldmedaillen errangen.

## Ergebnisse

### Frauen

#### Laufdisziplinen
| Athletin    | Disziplin | Vorlauf     | Vorlauf | Halbfinale         | Halbfinale         | Finale             | Finale             |
| Athletin    | Disziplin | Zeit        | Platz   | Zeit               | Platz              | Zeit               | Platz              |
| ----------- | --------- | ----------- | ------- | ------------------ | ------------------ | ------------------ | ------------------ |
| Hedda Hynne | 800 m     | 2:06,46 min | 27      | nicht qualifiziert | nicht qualifiziert | nicht qualifiziert | nicht qualifiziert |

### Männer

#### Laufdisziplinen
| Athlet                     | Disziplin   | Vorlauf        | Vorlauf | Halbfinale         | Halbfinale         | Finale             | Finale             |
| Athlet                     | Disziplin   | Zeit           | Platz   | Zeit               | Platz              | Zeit               | Platz              |
| -------------------------- | ----------- | -------------- | ------- | ------------------ | ------------------ | ------------------ | ------------------ |
| Mathias Hove Johansen      | 60 m        | 6,73 s PB      | 26      | nicht qualifiziert | nicht qualifiziert | nicht qualifiziert | nicht qualifiziert |
| Even Meinseth              | 60 m        | 6,80 s         | 48      | nicht qualifiziert | nicht qualifiziert | nicht qualifiziert | nicht qualifiziert |
| Jacob Vaula                | 60 m        | 6,75 s         | 35      | nicht qualifiziert | nicht qualifiziert | nicht qualifiziert | nicht qualifiziert |
| Tobias Grønstad            | 800 m       | 1:52,44 min    | 37      | nicht qualifiziert | nicht qualifiziert | nicht qualifiziert | nicht qualifiziert |
| Jacob Boutera              | 1500 m      | 3:41,69 min PB | 23      | –––                | –––                | nicht qualifiziert | nicht qualifiziert |
| Filip Ingebrigtsen         | 1500 m      | 3:41,52 min    | 20      | –––                | –––                | nicht qualifiziert | nicht qualifiziert |
| Jakob Ingebrigtsen         | 1500 m      | 3:39,89 min    | 7       | –––                | –––                | 3:37,56 min        | Gold               |
| Jakob Ingebrigtsen         | 3000 m      | 7:49,52 min PB | 9       | –––                | –––                | 7:48,20 min PB     | Gold               |
| Bjørnar Sandnes Lillefosse | 3000 m      | 8:02,00 min    | 24      | –––                | –––                | nicht qualifiziert | nicht qualifiziert |
| Narve Gilje Nordås         | 3000 m      | 7:55,03 min    | 15      | –––                | –––                | 7:50,21 min PB     | 5                  |
| Vladimir Vukicevic         | 60 m Hürden | 7,78 s         | 13      | 7,73 s =SB         | 11                 | nicht qualifiziert | nicht qualifiziert |

#### Sprung/Wurf
| Athlet         | Disziplin   | Qualifikation | Qualifikation | Finale  | Finale |
| Athlet         | Disziplin   | Weite         | Platz         | Weite   | Platz  |
| -------------- | ----------- | ------------- | ------------- | ------- | ------ |
| Marcus Thomsen | Kugelstoßen | 20,27 m       | 8             | 20,28 m | 7      |